# Liste der Mitglieder der Deutschen Akademie der Naturforscher Leopoldina/1689
Die Liste der Mitglieder der Deutschen Akademie der Naturforscher Leopoldina für 1689 enthält alle Personen, die im Jahr 1689 zum Mitglied ernannt wurden. Insgesamt gab es ein neu gewähltes Mitglied.

## Mitglieder
| Nr. | Name                    | Beiname          | Geboren | Aufnahme | Gestorben     | Bild                    |
| --- | ----------------------- | ---------------- | ------- | -------- | ------------- | ----------------------- |
| 166 | Alexander Maurocordatos | Alexander Magnus | 1641    | 1. Dez.  | 23. Dez. 1709 | Alexander Maurocordatos |